# 和宜合道運動場
和宜合道運動場（英語：Wo Yi Hop Road Sports Ground）是香港一個田徑運動場，位於新界葵涌和宜合道298號，為「北葵涌體育中心」（North Kwai Chung Sports Centre）三項毗連的體育設施之一，其他還有北葵涌賽馬會游泳池及北葵涌鄧肇堅體育館，是康樂及文化事務署管理下草坪面積最小的真草田徑運動場，為葵青區三個室外運動場之一，主要服務對像為北葵涌地區的居民。

## 歷史
1982至83年，運動場是無綫電視劇集奔向太陽的主要拍攝場地之一。本劇由國際巨星劉德華領銜主演。劇集主題曲:歡呼聲，主唱者:蔡楓華。

## 設施
和宜合道運動場設有一個非標準11人真草足球場和一條6線，由300米至340米長的跑道，配套設施有更衣室及700個座位的有蓋看台。

### 高爾夫球練習場
草地足球場亦會作高爾夫球練習場使用，康文署轄下4項高爾夫球設施之一，於1995年9月14日啟用，設有15條球道，發球距離最長可達60碼。

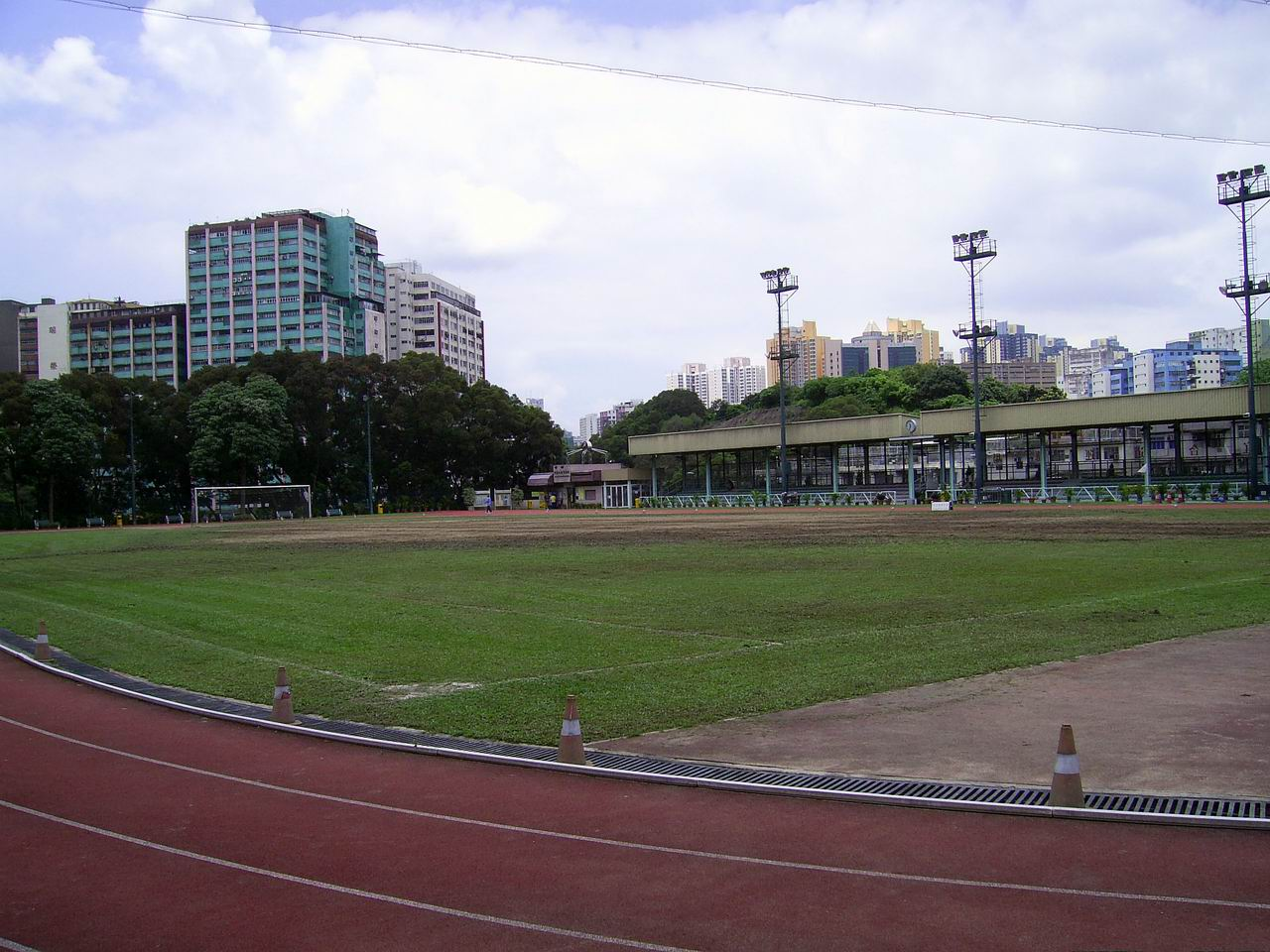
球場草坪
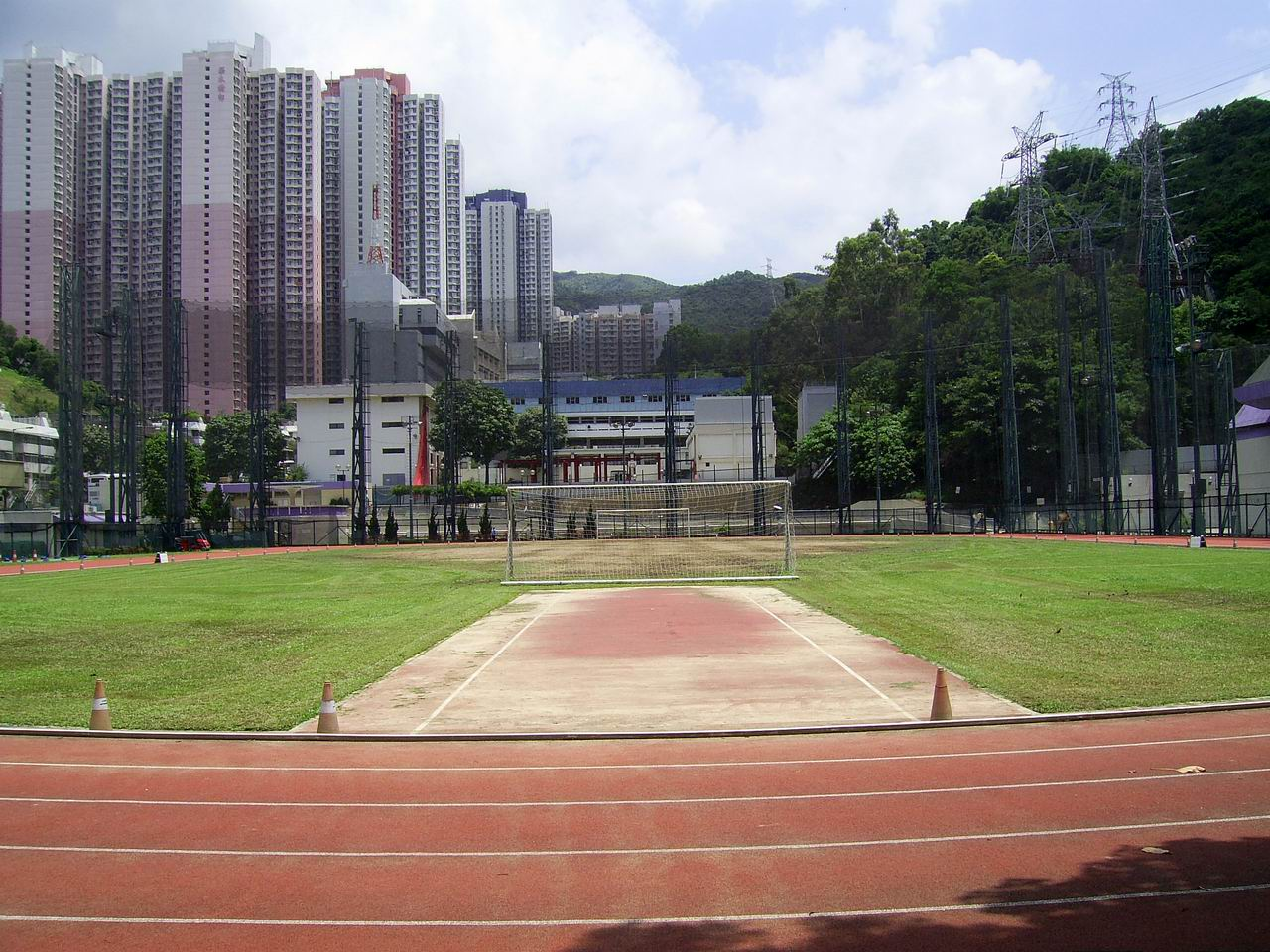
高爾夫球練習圍網
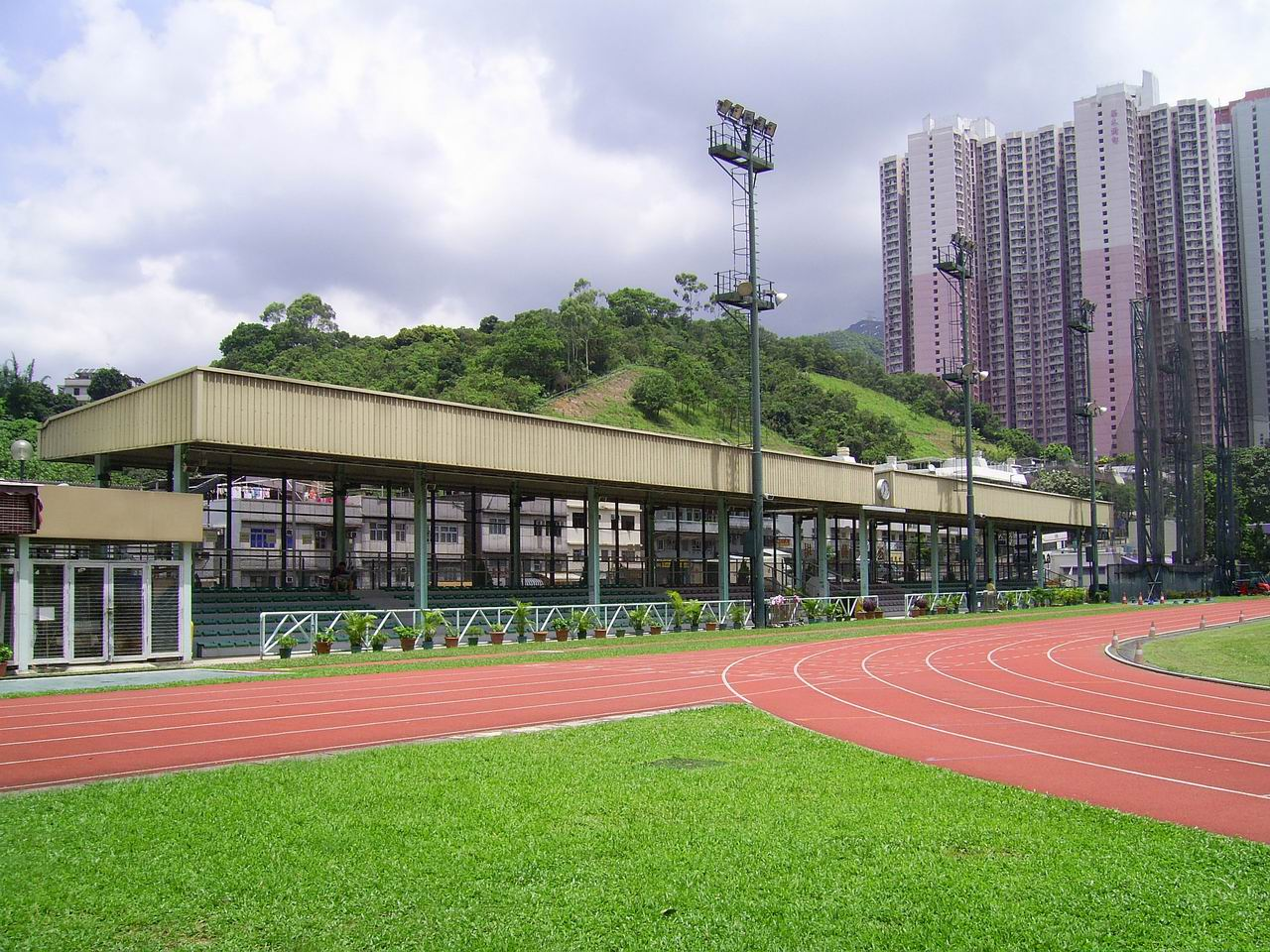
細小的看台
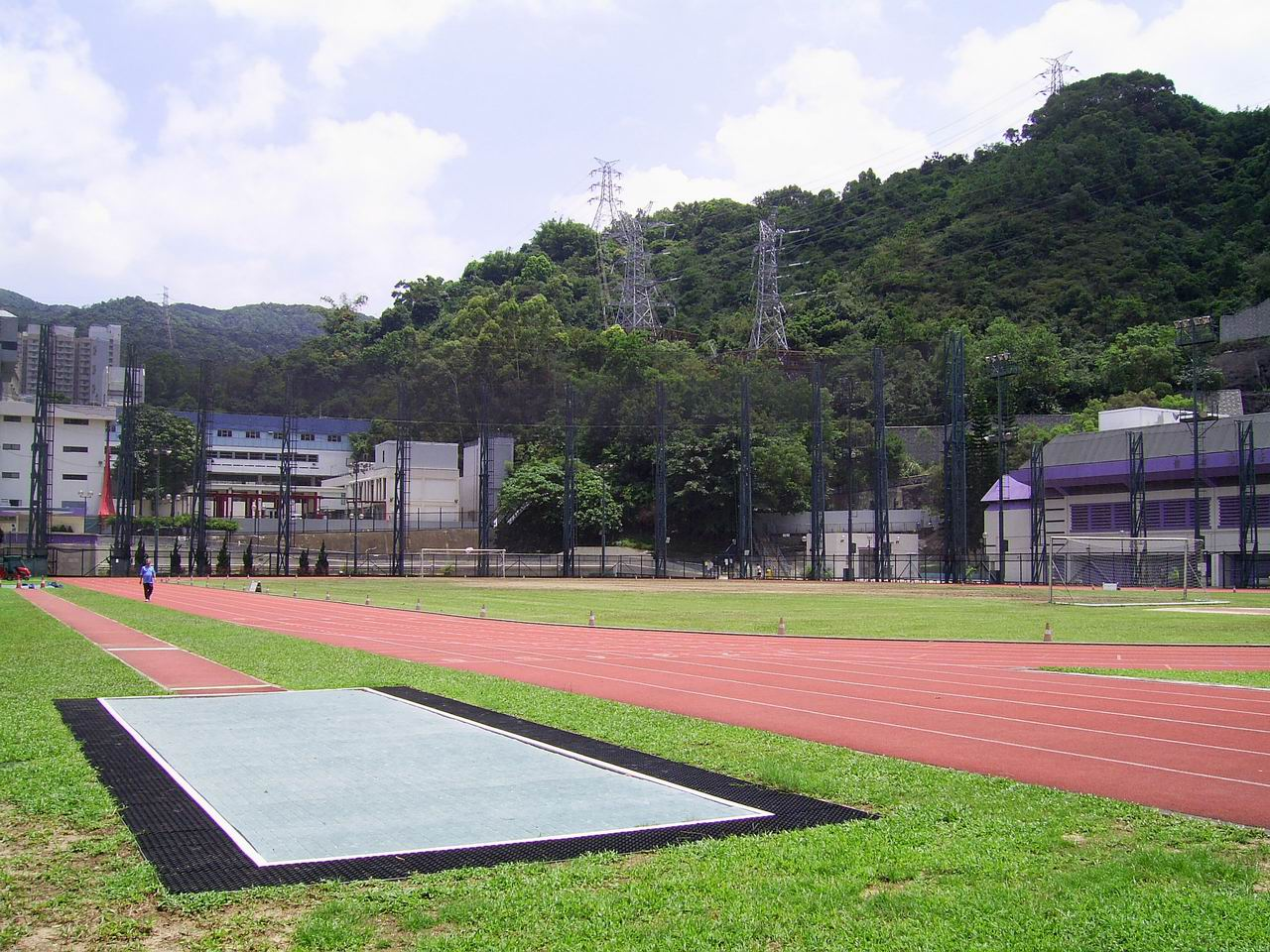
非標準的跑道

## 變遷
跟其他早期設立的運動場一樣，和宜合道運動場早年的跑道是由瀝青鋪成。約在1987年後才改為鋪設全天候跑道。
由於運動場規模較小，不少使用該運動場作陸運會的學校，唯有將400米及4×100米接力賽的部份賽道重疊，因此參與該類賽跑的選手，必須在看台前的100米直路跑道多跑一次。

## 大型活動
- 仁濟慈善行：仁濟醫院一年一度的大型籌款項目，參加人數達萬人，於「和宜合道運動場」舉行起步禮及起步點[1]。

## 保養日及緩步跑時間
逢星期四為運動場保養日，而每天06:15-22:30為緩步跑時間。